# ديانة يوروبية
تتكون الديانة اليوروبية من الدين الأصلي لشعب يوروبا. موطنه الأصلي في جنوب غرب نيجيريا والأجزاء المجاورة لكل من بنين وتوغو، وهي منطقة أصبحت تُعرف باسم يوروبا لاند. يتشكل الدين اليوروبي من تقاليد مختلفة ولا يوجد له مؤسس واحد. وقد أثر في أو وَلّد طرقًا مزدهرة للمعيشة مثل اللوكيمي والأومباندا والكاندومبليه. ومعتقدات الديانة اليوربية جزء من الايتيان، وهي عبارة عن مزيج مجمع من الأغاني والتواريخ والقصص والمفاهيم الثقافية الأخرى التي تشكل المجتمع اليوروبي.

## المعتقدات
وفقًا لكولا أبيمبولا، تطورت اليوروبا على أساس علم كونيات قوي. باختصار، يقول أن جميع البشر يمتلكون ما يعرف بالـ«أيانمو»، الذي يعتبر قدرًا أو مصيرًا. يُتوقّع أن يصبح كل شخص في النهاية روحًا واحدة مع أولودومار (المعروف أيضًا باسم أولورون، الخالق الإلهي ومصدر الطاقة كلها). وعلاوةً على ذلك، تتفاعل أفكار وأفعال كل شخص في آيّ (العالم المادي) مع جميع الكائنات الحية الأخرى، بما في ذلك الأرض نفسها.
يسعى كل شخص يعيش على الأرض إلى تحقيق الكمال وإيجاد مصيره في أورون-ريري (العالم الروحي للذين يفعلون أشياء جيدة ومفيدة).
يجب أن ينمو الأورون-ريري للمرء (الوعي الروحي في العالم المادي) لإتمام الاتحاد مع «أيبونري» المرء (أوري أورون، الذات الروحية).
تُعد الإيوابيلي (أو حسن التوازن)، وهي تلاوة تأملية وتبجيل صادق، كافية لتقوية الأوري-إينو لمعظم الناس. يُعتقد أن الأشخاص المتوازنون قادرون على الاستفادة الإيجابية من أبسط أشكال الاتصال بين الأوريات الخاصة بهم والقدير أولو أورون: أدورا (التماس أو صلاة) للدعم الإلهي.
تمنح الصلاة لأوري أورون المرء إحساسًا فوريًا بالفرح. يبدأ الإيشو إيلغبارا الاتصال بالعالم الروحي نيابة عن الملتمس، وتنقل الصلاة إلى آيّ؛ مسلم الآس أو شرارة الحياة. ينقل هذه الصلاة دون تشويهها بأي شكل من الأشكال. وبعد ذلك، قد يُلبى الملتمس بإجابة شخصية. يمكن أيضًا استشارة كهنة الإفا لأوريشا أوروميلا، في حالة عدم تلبيته. على كل حال، تُنشط جميع الاتصالات مع أورون، سواء كانت مبسّطة في شكل صلاة شخصية أو معقدة في شكل ما يقوم بابالاوو بادئ (كاهن العرافة)، من خلال استدعاء الآس.[بحاجة لمصدر]
يُعتبر أولودومار في النظام العقائدي اليوروبي آس كل ما هو موجود. لذا يعتبر كائن أعلى.

### الخلق
يعتبر اليوروبين كقبيلة أولودومار عامل الخلق الأساسي.
وفقًا لإحدى الروايات اليوروبية عن الخلق، أُرسلت «الحقيقة» في مرحلة معينة من عملية الخلق، للتأكد من قابلية الكواكب المشكلة حديثًا للسكن. وزارت الأرض، كونها إحدى هذه الكواكب، لكنها كانت رطبة للغاية للحياة التقليدية.
بعد فترة زمنية ناجحة، أُرسل عدد من الآلهة بقيادة أوباتالا لإنجاز مهمة مساعدة الأرض على تطوير قشرتها. في إحدى زياراتهم للعالم، انتقل إله القوس أوباتالا إلى المرحلة المزودة برخويات أخفت بعض أشكال التربة؛ ووحوش مجنحة وبعض القماش الخام. أفرغت المحتويات على ما أصبح بسرعة تلًا كبيرًا على سطح الماء، وبعد ذلك بوقت قصير بدأت الوحوش المجنحة تنشر هذا التل في جميع الأنحاء حتى تحول تدريجيًا إلى رقعة كبيرة من الأرض الجافة؛ وتحولت التسننات المختلفة التي أنشأوها في النهاية إلى تلال ووديان.
قفز أوباتالا إلى أرض مرتفعة وأطلق عليها اسم ايفي. أصبحت هذه الأرض خصبة وبدأت الحياة النباتية تزدهر. بدأ في تشكيل التماثيل من حفنة من الأرض. في هذه الأثناء، بينما كان هذا يحدث على الأرض، جمع أولودومار الغازات من أقاصي الفضاء وأثار انفجارًا شكّل كرة نارية. وأرسله بعد ذلك[بحاجة لمصدر] إلى ايفي، حيث جفف قسمًا كبيرًا من الأرض وبدأ في نفس الوقت في خبز التماثيل الساكنة. في هذه المرحلة أطلق أولودومر «نفس الحياة» ليهب على الأرض، وجاءت التماثيل ببطء إلى «الوجود» كأول شعب في ايفي.
ولهذا السبب، يشار إلى ايفي محليًا باسم «إيفي أوداي» - «مهد الوجود».